# Lavia frons
Il pipistrello dalle ali gialle (Lavia frons E.Geoffroy, 1810) è un pipistrello della famiglia dei Megadermatidi, unica specie del genere Lavia (Gray, 1838), diffuso nell'Africa subsahariana.

## Descrizione

### Dimensioni
Pipistrello di medie dimensioni, con la lunghezza della testa e del corpo tra 60 e 90 mm, la lunghezza dell'avambraccio tra 49 e 65 mm, la lunghezza del piede tra 16 e 20 mm, la lunghezza delle orecchie tra 35 e 46 mm, l'apertura alare fino a 18,1 cm e un peso fino a 30 g.

### Caratteristiche craniche e dentarie
Il cranio presenta la regione frontale espansa con un processo post-orbitale ben sviluppato. Il primo premolare superiore è mancante.
Sono caratterizzati dalla seguente formula dentaria:

### Aspetto
La pelliccia è lunga, arruffata e si estende sulle braccia. Il corpo è grigio-bluastro, grigio perla oppure grigio ardesia, la groppa è talvolta brunastra o verde-oliva, mentre le parti ventrali sono fulvo-grigiastre, occasionalmente gialle. Il muso è corto e largo ed è fornito di una foglia nasale grande, eretta, giallo-rossiccia e con l'estremità arrotondata. Gli occhi sono molto grandi. Le orecchie sono enormi, giallo-arancioni e unite alla base da una membrana cutanea. Il trago è bifido. I maschi hanno delle ghiandole nella parte posteriore della schiena che secernono una sostanza giallognola la quale funzione non è nota. Le ali sono molto larghe e variano dal giallo brillante al marrone chiaro. Gli arti inferiori sono lunghi. È privo di coda, mentre l'uropatagio è ben sviluppato. L.f.rex è la sottospecie più grande, mentre L.f.affinis è la più piccola.

### Ecolocazione
Emette ultrasuoni sotto forma di impulsi di breve durata, multi-armonici, a bassa intensità e banda larga con frequenza di picco di 37,5±1 kHz.

## Biologia

### Comportamento
Si rifugia solitariamente nelle cavità degli alberi, in particolare delle specie di Acacia ed Euphorbia ma talvolta anche in edifici.
È spesso attiva di giorno.

### Alimentazione
Si nutre di insetti.

### Riproduzione
È una specie monogama. Sono state osservate femmine gravide con un embrione a marzo, maggio e settembre nel Burkina Faso, mentre in Zimbabwe sono state registrate tra gennaio ed aprile.  In Tanzania le nascite avvengono in gennaio, aprile, agosto e novembre. La gestazione dura circa 3 mesi. Lo svezzamento inizia dopo 55 giorni, 20 giorni dopo il primo volo.

## Distribuzione e habitat
Questa specie è diffusa nell'Africa occidentale, centrale ed orientale, dal Senegal alla Somalia ad est, fino allo Zambia settentrionale a sud.
Vive in ambienti fluviali, in boschi con predominanza di Acacia, arbusteti spinosi e savane.

## Tassonomia
Sono state riconosciute 3 sottospecie:
- L.f.frons: Senegal, Gambia, Guinea, Sierra Leone settentrionale,
- L.f.affinis (Andersen & Wroughton, 1907): Sudan orientale e meridionale, Sudan del Sud, Eritrea ed Etiopia occidentali; Repubblica Democratica del Congo settentrionale e occidentale, Mali e Burkina Faso meridionali; Costa d'Avorio, Ghana, Togo, Benin, Nigeria centrale e settentrionale, Camerun, Gabon, Congo, Repubblica Centrafricana, Ciad meridionale;
- L.f.rex (Miller, 1905): Etiopia orientale, Somalia settentrionale e meridionale, Kenya occidentale e sud-orientale, Uganda, Ruanda, Burundi, Tanzania settentrionale, occidentale e orientale, Zanzibar, Repubblica Democratica del Congo orientale e sud-orientale, Zambia settentrionale.

## Conservazione
La IUCN Red List, considerato il vasto areale e la popolazione numerosa, classifica L.frons come specie a rischio minimo (Least Concern)).